# József Kovács (calciatore)
József Kovács (Balatonlelle, 8 aprile 1949) è un ex calciatore ungherese, di ruolo centrocampista.

## Palmarès

### Club

#### Competizioni nazionali
- Nemzeti Bajnokság II: 1

Videoton: 1969
- Coppa d'Ungheria: 2

Ujpest: 1981-1982, 1982-1983